# Fenerbahçe (Istanbul)
Fenerbahçe è una mahalle nel distretto di Kadıköy, a Istanbul, Turchia, situato sul lato asiatico, sulle rive del Mar di Marmara. Il nome significa "giardino del faro" in turco (da fener, che significa "faro", e bahçe, che significa "giardino"), riferendosi a un faro storico situato sul promontorio di Fenerbahçe.
Originariamente il toponimo Fenerbahçe denotava una penisola che si protende da est a ovest nel Mar di Marmara. La penisola comprende un'altra piccola penisola, collegata alla terraferma da un istmo, con Kalamış a nord e Fenerbahçe a sud, con un faro all'estremità occidentale. Il promontorio nel sud-ovest di questa penisola è il capo Fenerbahçe; Il promontorio a est della baia di Fenerbahçe e che separa la baia di Fenerbahçe e la baia di Dalyan è chiamato Capo Laz. Il nucleo storico del distretto, che si trova sulla piccola penisola dove si trovano l'odierno faro di Fenerbahçe, vari club sportivi e le strutture del circolo velico, è da considerare come un insediamento che comprende Kalamış, che si estende lungo la costa nord-occidentale, e Dalyan intorno alla baia di Dalyan nel sud-est. Circondato dal Mar di Marmara a sud e nord-ovest, il quartiere confina con i quartieri di Kızıltoprak, Feneryolu, Çiftehavuzlar e Caddebostan. È un quartiere pittoresco con caffè di lusso.
Il quartiere di Fenerbahce ha preso il nome attuale dal faro all'estremità occidentale della penisola. L'area denominata regione di Kelemiç (Kalamış) nelle fonti ottomane iniziò a essere chiamata Fener Bahçesi (Bağçe-i Fener) dopo che qui fu costruito un faro nel 1562.

## Sport
Il quartiere ha dato il nome al Fenerbahçe S.K., la società polisportiva con sede nella zona. Tuttavia, lo stadio di casa della sezione calcistica del club, lo stadio Şükrü Saracoğlu, si trova appena fuori dal quartiere di Fenerbahçe.